# Nelleke Burg
Petronella Adriana Elisabeth Maria (Nelleke) Burg ('s-Hertogenbosch, 16 mei 1951) is een Nederlands actrice en zangeres.
Tijdens haar studietijd aan de Akademie voor Kleinkunst te Amsterdam was zij de eerste student die de Pisuisse-prijs ontving.
Voor haar debuut in het theaterprogramma En dat is twee, dat zij samen met Robert Long bracht, ontving zij de Zilveren Harp van de Stichting Conamus. De recensenten noemden haar een fenomenaal imitatietalent om haar treffende imitaties van collega-vakvrouwen als Jasperina de Jong, Adèle Bloemendaal, Jenny Arean, Lenny Kuhr en Ina van Faassen.
Burg werd in de jaren zeventig ook bekend door het wekelijkse VARA-radioprogramma In de Rooie Haan, waarin zij onder andere "Het Rooie Haan-lied" zong met een actuele tekst van Jack Gadellaa.
Burg begon eind jaren zeventig met een kinderprogramma op tv met de titel Op zolder, samen met Bob van Leeuwen.
Zij trad op in diverse cabaretprogramma's en Nederlandse musicals, onder andere Geen zee te hoog met Rients Gratama, Swingpop van Seth Gaaikema samen met onder anderen Sylvia de Leur, Leen Jongewaard en Lex Goudsmit, Mimi Crimi van Guus Vleugel samen met onder anderen Karin Bloemen en Hans van der Woude en Nonsens met onder anderen Nelly Frijda.
Burg was vaste medewerkster aan het tv-programma Haagse Bluf met Paul Witteman en Marjolijn Uitzinger en trad regelmatig op in televisieshows van Sonja Barend.
Ook zong zij de melodie van Zeg 'ns Aaa, een comedy uit de jaren tachtig.
In de jaren tachtig en negentig trad zij op in het theater met enkele onewomanshows. Daarnaast speelde zij naast Hans de Booij de hoofdrol in de eerste Nederlandse uitvoering van de musical Bloodbrothers (Geboren vrienden).
Vanaf 1991 was zij te horen als stem in tekenfilms, zoals Foofur en DuckTales (als Mevrouw Baktaart).
Burg is tegenwoordig zangpedagoge en geeft nog vaak zangonderwijs.

## Trivia
- Op 3 augustus 2006 huwde Burg met Erik Lamers. Het paar had elkaar leren kennen als gids in Museum Slager.